# Microdon barbiellinii
Microdon barbiellinii är en tvåvingeart som beskrevs av Charles Howard Curran 1936. Microdon barbiellinii ingår i släktet myrblomflugor, och familjen blomflugor. Inga underarter finns listade i Catalogue of Life.